# Ali Tamposi
Alexandra Tamposi (West Palm Beach, 17 de noviembre de 1989) es una cantautora  estadounidense, reconocida por trabajar con artistas como Kelly Clarkson, Camila Cabello, Justin Bieber y Ozzy Osbourne.

## Carrera
Tamposi es reconocida por trabajar como compositora en canciones como «Stronger (What Doesn't Kill You)» de Kelly Clarkson, «Youngblood» de 5 Seconds of Summer, «Let Me Love You» de DJ Snake y Justin Bieber, y los temas de Camila Cabello «Havana» y «Señorita».
Registró además una aparición en la temporada final del programa The X Factor como entrenadora vocal y mentora en el equipo de Simon Cowell, trabajando con las agrupaciones Restless Road, Sweet Suspense y los ganadores Alex & Sierra. Con esta última agrupación trabajó en su álbum debut, escribiendo cuatro de sus canciones. En 2019 ganó el premio Pop Songwriter of The Year, otorgado por BMI.
En 2022 desempeñó labores de composición en el álbum Patient Number 9 del cantante británico Ozzy Osbourne. Ya había trabajado previamente con el artista en algunas canciones de su disco Ordinary Man (2020).

## Discografía
| Año  | Artista(s)                             | Canción o sencillo                                           | Álbum                          |
| ---- | -------------------------------------- | ------------------------------------------------------------ | ------------------------------ |
| 2008 | Beyoncé                                | "Save The Hero"                                              | I Am...Sasha Fierce            |
| 2011 | Kelly Clarkson                         | "Stronger (What Doesn't Kill You)"                           | Stronger                       |
| 2012 | Cher Lloyd                             | "Riot!"                                                      | Sticks & Stones                |
| 2012 | Christina Aguilera                     | "Around The World"                                           | Lotus                          |
| 2012 | Christina Aguilera                     | "Empty Words"                                                | Lotus                          |
| 2013 | Demi Lovato                            | "Never Been Hurt"                                            | Demi                           |
| 2013 | Quadron                                | "Hey Love"                                                   | Avalanche                      |
| 2013 | Ciara                                  | "Overdose"                                                   | Ciara                          |
| 2013 | Rozzi Crane                            | "Crazy Ass Bitch" (Remix) (featuring Kendrick Lamar)         |                                |
| 2014 | Lea Michele                            | "On My Way"                                                  | Louder                         |
| 2014 | Cedric Gervais (featuring Ali Tamposi) | "Love Again"                                                 |                                |
| 2014 | One Direction                          | "Where Do Broken Hearts Go"                                  | Four                           |
| 2015 | Ciara                                  | "One Woman Army"                                             | Jackie                         |
| 2015 | Rozzi Crane                            | "Crazy Ass Bitch"                                            | Space                          |
| 2015 | Wrabel                                 | "I Want You"                                                 |                                |
| 2015 | Bea Miller                             | "This Is Not An Apology"                                     | Not an Apology                 |
| 2015 | Max Frost                              | "Let Me Down Easy"                                           | Intoxication                   |
| 2015 | Katherine McPhee                       | "Stranger Than Fiction"                                      | Hysteria                       |
| 2016 | Brooke Candy                           | "Happy Days"                                                 |                                |
| 2016 | Against the Current                    | "In Our Bones"                                               | In Our Bones                   |
| 2016 | Vic Mensa                              | "16 Shots"                                                   | There's Alot Going On          |
| 2016 | DJ Snake                               | "Let Me Love You (featuring Justin Bieber)"                  | Encore                         |
| 2017 | Kygo and Selena Gomez                  | "It Ain't Me"                                                | Rare                           |
| 2017 | Betty Who                              | "Wanna Be"                                                   | The Valley                     |
| 2017 | Lea Michele                            | "Run To You"                                                 | Places                         |
| 2017 | Lea Michele                            | "Getaway Car"                                                | Places                         |
| 2017 | Lea Michele                            | "Hey You"                                                    | Places                         |
| 2017 | Nickelback                             | "After the Rain"                                             | Feed the Machine               |
| 2017 | Camila Cabello                         | "Havana (featuring Young Thug)"                              | Camila                         |
| 2017 | Avicii                                 | "Lonely Together (featuring Rita Ora)"                       | Avīci (01)                     |
| 2017 | Bebe Rexha                             | "Comfortable (featuring Kranium)"                            | All Your Fault: Pt 2           |
| 2017 | Hailee Steinfeld and Alesso            | "Let Me Go (featuring Florida Georgia Line and watt)"        |                                |
| 2017 | Rita Ora                               | "Anywhere"                                                   | Phoenix                        |
| 2017 | Selena Gomez and Marshmello            | "Wolves"                                                     | Rare                           |
| 2017 | Little Mix                             | "Dear Lover"                                                 | Glory Days                     |
| 2018 | Liam Payne and Rita Ora                | "For You"                                                    | Fifty Shades Freed             |
| 2018 | Cardi B                                | "Thru Your Phone"                                            | Invasion of Privacy            |
| 2018 | 5 Seconds of Summer                    | "Youngblood"                                                 | Youngblood                     |
| 2018 | BTS                                    | "Airplane Pt. 2"                                             | Love Yourself: Tear            |
| 2018 | 5 Seconds of Summer                    | "Lie to Me"                                                  | Youngblood                     |
| 2018 | 5 Seconds of Summer                    | "Better Man"                                                 | Youngblood                     |
| 2018 | BTS                                    | "Idol"                                                       | Love Yourself: Answer          |
| 2019 | John The Blind                         | "Hallelujah"                                                 | Hallelujah                     |
| 2019 | 5 Seconds of Summer                    | "Easier"                                                     | Calm                           |
| 2019 | The Chainsmokers & Bebe Rexha          | "Call You Mine"                                              | World War Joy                  |
| 2019 | Shawn Mendes and Camila Cabello        | "Señorita"                                                   | Shawn Mendes y Romance         |
| 2019 | Charli XCX                             | "White Mercedes"                                             | Charli                         |
| 2019 | Charlotte Lawrence                     | "Navy Blue"                                                  | Navy Blue                      |
| 2019 | Gryffin & Carly Rae Jepsen             | "OMG"                                                        | OMG                            |
| 2019 | Louis The Child                        | "Too Close (feat. Wrabel)"                                   | Too Close                      |
| 2019 | 5 Seconds of Summer                    | "Teeth"                                                      | 13 Reasons Why                 |
| 2019 | Camila Cabello                         | "Shameless"                                                  | Romance                        |
| 2019 | Camila Cabello                         | "Liar"                                                       | Romance                        |
| 2019 | Ozzy Osbourne                          | "Under the Graveyard"                                        | Ordinary Man                   |
| 2019 | Blink-182                              | "I Really Wish I Hated You"                                  | I Really Wish I Hated You      |
| 2019 | Jake Bugg                              | "Kiss Like The Sun"                                          | Kiss Like The Sun              |
| 2019 | Camila Cabello                         | "Living Proof"                                               | Romance                        |
| 2020 | Louis Tomlinson                        | "Always You"                                                 | Walls                          |
| 2020 | Selena Gomez                           | "Vulnerable"                                                 | Rare                           |
| 2020 | Ozzy Osbourne                          | "All My Life"                                                | Ordinary Man                   |
| 2020 | Ozzy Osbourne                          | "Goodbye"                                                    | Ordinary Man                   |
| 2020 | Ozzy Osbourne                          | "Eat Me"                                                     | Ordinary Man                   |
| 2020 | Ozzy Osbourne                          | "Today Is the End"                                           | Ordinary Man                   |
| 2020 | Ozzy Osbourne                          | "It's a Raid (featuring Post Malone)"                        | Ordinary Man                   |
| 2020 | Ozzy Osbourne                          | "Scary Little Green Men"                                     | Ordinary Man                   |
| 2020 | Ozzy Osbourne                          | "Holy for Tonight"                                           | Ordinary Man                   |
| 2020 | Dua Lipa                               | "Break My Heart"                                             | Future Nostalgia               |
| 2020 | 5 Seconds of Summer                    | "Old Me"                                                     | Calm                           |
| 2020 | 5 Seconds of Summer                    | "No Shame"                                                   | Calm                           |
| 2020 | 5 Seconds of Summer                    | "Best Years"                                                 | Calm                           |
| 2020 | 5 Seconds of Summer                    | "Not in the Same Way"                                        | Calm                           |
| 2020 | 5 Seconds of Summer                    | "Lover of Mine"                                              | Calm                           |
| 2020 | 5 Seconds of Summer                    | "Thin White Lies"                                            | Calm                           |
| 2020 | 5 Seconds of Summer                    | "High"                                                       | Calm                           |
| 2020 | Jonas Brothers                         | "X"                                                          | X                              |
| 2020 | James Blake                            | "Are You Even Real?"                                         | Are You Even Real?             |
| 2020 | Kiiara                                 | "I Still Do"                                                 | I Still Do                     |
| 2020 | Charlotte Lawrence                     | "Slow Motion"                                                | Slow Motion                    |
| 2020 | Sam Smith                              | "Just Kids"                                                  | Love Goes                      |
| 2020 | Alesso & Charlotte Lawrence            | "THE END"                                                    | The End                        |
| 2020 | John Legend & Faouzia                  | "Minefields"                                                 | Minefields                     |
| 2020 | Miley Cyrus                            | "Midnight Sky"                                               | Plastic Hearts                 |
| 2020 | Miley Cyrus                            | "WTF Do I Know"                                              | Plastic Hearts                 |
| 2020 | Miley Cyrus                            | "Plastic Hearts"                                             | Plastic Hearts                 |
| 2020 | Miley Cyrus                            | "Angels Like You"                                            | Plastic Hearts                 |
| 2020 | Miley Cyrus                            | "Prisoner (feat. Dua Lipa)"                                  | Plastic Hearts                 |
| 2020 | Miley Cyrus                            | "Gimme What I Want"                                          | Plastic Hearts                 |
| 2020 | Miley Cyrus                            | "Night Crawling (feat. Billy Idol)"                          | Plastic Hearts                 |
| 2020 | Miley Cyrus                            | "Hate Me"                                                    | Plastic Hearts                 |
| 2020 | Miley Cyrus                            | "Midnight Sky Remix (Edge of Midnight) (feat. Stevie Nicks)" | Plastic Hearts                 |
| 2021 | Sophia Messa                           | "Not That Kind of Love"                                      | Not That Kind of Love          |
| 2021 | Liza Owen                              | "JOSIE (feat. Jimmie Allen)"                                 | Songs From Monte Nido          |
| 2021 | Liza Owen                              | "STARRY EYED"                                                | Songs From Monte Nido          |
| 2021 | Justin Bieber                          | "Hold On"                                                    | Justice                        |
| 2021 | Justin Bieber                          | "Deserve You"                                                | Justice                        |
| 2021 | Justin Bieber                          | "Die For You (feat. Dominic Fike)"                           | Justice                        |
| 2021 | Justin Bieber                          | "I Can't Be Myself (feat. Jaden Smith)"                      | Justice                        |
| 2021 | Justin Bieber                          | "Hailey"                                                     | Justice                        |
| 2021 | Wrabel                                 | "Good"                                                       | These Words are all for You    |
| 2021 | John Legend                            | "Crowd Go Crazy"                                             | Space Jam: A New Legacy        |
| 2021 | Jake Bugg                              | "About Last Night"                                           | Saturday Night, Sunday Morning |
| 2021 | OneRepublic                            | "Forgot About You"                                           | Human                          |
| 2021 | James Blake                            | "Foot Forward"                                               | Friends That Break Your Heart  |
| 2021 | James Blake                            | "Lost Angel Nights"                                          | Friends That Break Your Heart  |